# Astragalus variabilis
Astragalus variabilis är en ärtväxtart som beskrevs av Carl Maximowicz. Astragalus variabilis ingår i släktet vedlar, och familjen ärtväxter. Inga underarter finns listade i Catalogue of Life.